# Сан-Себастьян-де-Буэнависта
Сан-Себастьян-де-Буэнависта (исп. San Sebastián de Buenavista) — город и муниципалитет на севере Колумбии, на территории департамента Магдалена.

## История
Поселение, из которого позднее вырос город, было основано в 1748 году. Муниципалитет Сан-Себастьян-де-Буэнависта был выделен в отдельную административную единицу в 1957 году.

## Географическое положение

Муниципалитет Сан-Себастьян-де-Буэнависта

Город расположен в южной части департамента, на правом реки Магдалена, на расстоянии приблизительно 218 километров к юго-юго-западу (SSW) от Санта-Марты, административного центра департамента Магдалена. Абсолютная высота — 24 метра над уровнем моря.

Муниципалитет Сан-Себастьян-де-Буэнависта граничит на севере с территорией муниципалитета Пихиньо-дель-Кармен, на северо-западе и западе — с муниципалитетом Сан-Сенон, на юге и юго-востоке — с муниципалитетом Гуамаль, на юго-западе — с территорией департамента Боливар, на северо-востоке — с территорией департамента Сесар. Площадь муниципалитета составляет 421 км².

## Население
По данным Национального административного департамента статистики Колумбии, совокупная численность населения города и муниципалитета в 2015 году составляла 17 483 человек.
Динамика численности населения муниципалитета по годам:
| 2005   | 2006   | 2007   | 2008   | 2009   | 2010   | 2011   | 2012   | 2013   | 2014   | 2015   |
| ------ | ------ | ------ | ------ | ------ | ------ | ------ | ------ | ------ | ------ | ------ |
| 17 267 | 17 284 | 17 302 | 17 321 | 17 341 | 17 362 | 17 384 | 17 407 | 17 432 | 17 457 | 17 483 |

Согласно данным переписи 2005 года мужчины составляли 52,4 % от населения Сан-Себастьян-де-Буэнависты, женщины — соответственно 47,6 %. В расовом отношении белые и метисы составляли 93,6 % от населения города; негры, мулаты и райсальцы — 6,4 %.
Уровень грамотности среди всего населения составлял 84,1 %.

## Экономика
Основу экономики Сан-Себастьян-де-Буэнависты составляет сельскохозяйственное производство.

62,9 % от общего числа городских и муниципальных предприятий составляют предприятия торговой сферы, 20,3 % — предприятия сферы обслуживания, 16,1 % — промышленные предприятия, 0,7 % — предприятия иных отраслей экономики.